# Ray Ewry
Raymond „Ray“ Clarence Ewry (n. 14 octombrie 1873, Lafayette, Indiana, SUA – d. 29 septembrie 1937, New York City, New York, SUA) a fost un atlet american, specializat în probele de sărituri fără elan. A cucerit opt medalii de aur la Jocurile Olimpice.

## Carieră
El a suferit de poliomielită în copilărie dar prin exerciții fizice a devenit un sportiv de excepție. În anul 1900 a participat pentru prima oară la Jocurile Olimpice. La Paris a învins în toate săriturile fără elan, săritura în înălțime de pe loc, săritura în lungime de pe loc și triplusalt de pe loc. La Jocurile Olimpice din 1904 de la Saint Louis a obținut din nou trei medalii de aur. În anul 1908 a devenit dublu campion la Jocurile Olimpice de la Londra, deoarece proba de triplusalt de pe loc a fost eliminată din program. În plus, a câstigat două medalii de aur la Jocurile Intercalate din 1906.
Recordul americanului a rezistat, până când alergătorul finlandez Paavo Nurmi a obținut a 9-a sa medalie de aur în anul 1928, dar mai este singurul om din istoria Jocurilor Olimpice care a câștigat opt medalii de aur la întreceri individuale.
Ray Ewry a fost inclus în Hall of Fame american de atletism în 1974 și în Hall of Fame american olimpic în 1983.

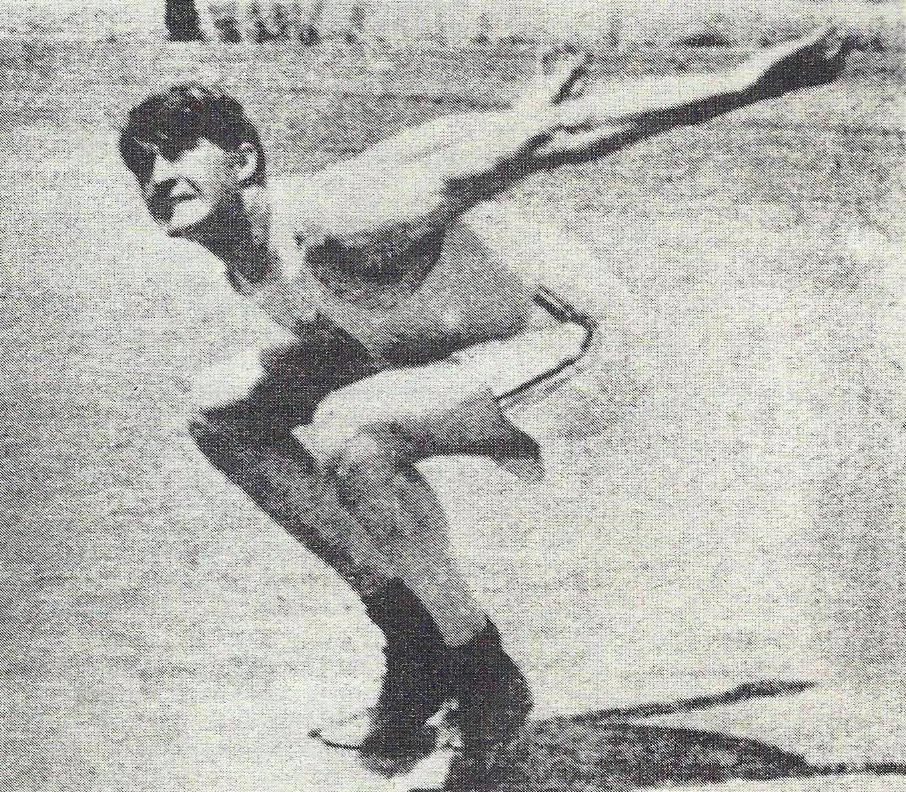
La JO din 1900
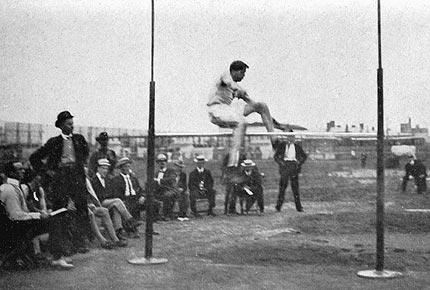
La JO din 1904
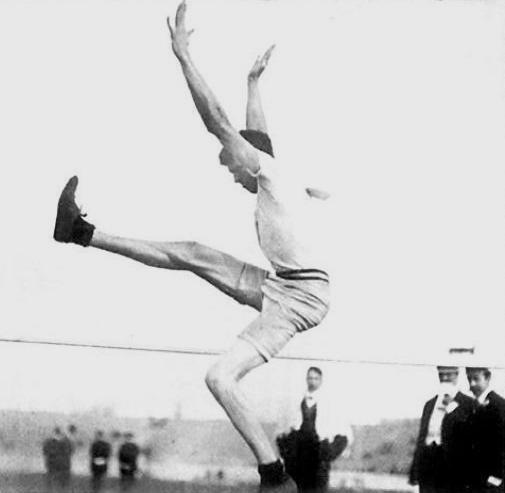
La JO din 1908

## Palmares
| An   | Competiție           | Locație                    | Loc | Eveniment            | Note  |
| ---- | -------------------- | -------------------------- | --- | -------------------- | ----- |
| 1900 | Jocurile Olimpice    | Paris, Franța              | 1   | înălțime de pe loc   | 1,655 |
| 1900 | Jocurile Olimpice    | Paris, Franța              | 1   | lungime de pe loc    | 3,210 |
| 1900 | Jocurile Olimpice    | Paris, Franța              | 1   | triplusalt de pe loc | 10,58 |
| 1904 | Jocurile Olimpice    | Saint Louis, Statele Unite | 1   | înălțime de pe loc   | 1,60  |
| 1904 | Jocurile Olimpice    | Saint Louis, Statele Unite | 1   | lungime de pe loc    | 3,47  |
| 1904 | Jocurile Olimpice    | Saint Louis, Statele Unite | 1   | triplusalt de pe loc | 10,55 |
| 1906 | Jocurile Intercalate | Atena, Grecia              | 1   | înălțime de pe loc   | 1,56  |
| 1906 | Jocurile Intercalate | Atena, Grecia              | 1   | lungime de pe loc    | 3,30  |
| 1908 | Jocurile Olimpice    | Londra, Marea Britanie     | 1   | înălțime de pe loc   | 1,57  |
| 1908 | Jocurile Olimpice    | Londra, Marea Britanie     | 1   | lungime de pe loc    | 3,33  |